# The Section (band)
The Section is een Amerikaanse rockband die aan het begin van de jaren zeventig werd geformeerd door Danny Kortchmar, Craig Doerge, Leland Sklar en Russ Kunkel. Andere musici die hebben samengewerkt met deze band, zijn de gitarist Waddy Wachtel en multi-instrumentalist David Lindley.
The Section werd vooral bekend voor hun ondersteuning in de studio en op de bühne voor verschillende succesvolle artiesten, onder wie Linda Ronstadt, Crosby & Nash, James Taylor, Carole King, Jackson Browne en Warren Zevon.
Ze brachten zelf ook drie albums uit waarop vooral instrumentale muziek te horen is.  In de jaren tachtig viel de band uit elkaar.

## Discografie
Albums
- 1972: The Section, Warner Bros
- 1973: Forward motion, Warner Bros
- 1977: Fork it over, Capitol Records, met ondersteuning van James Taylor en David Crosby

Singles
- 1972: Doing the meatball (promo), Warner Bros
- 1977: Street pizza (promo), Capitol Records
- 1977: Bad shoes, Capitol Records